# Sarah Wiener
Pour les articles homonymes, voir Wiener.
Sarah Wiener, née le 27 août 1962 à Halle (Westphalie) en Allemagne, est une cuisinière de télévision (autodidacte), chef d'entreprise dans la restauration et propriétaire de restaurants. Elle s'engage par la suite en politique et est députée européenne de 2019 à 2024.

## Biographie

### Famille et débuts
Sarah Wiener est née à Halle mais a grandi à Vienne en Autriche avec sa mère. Elle est la fille de l'écrivain linguiste, cybernéticien et musicien de jazz Oswald Wiener et de l'artiste plasticienne Lore Heuermann (de).
À 17 ans, elle quitte son institution scolaire de Vienne et parcourt l’Europe en auto-stop en vivant de petits boulots.

### Activités
À 24 ans, elle vit avec son jeune fils à Berlin, soutenue par des aides sociales et un emploi de serveuse. Elle travaille ensuite en cuisine dans le restaurant berlinois l'Exil appartenant à son père tout en étant chargée de la restauration pour une agence de publicité berlinoise.
En 1987, Wiener commence une carrière dans les arts martiaux et en 1991 et 1992, elle est devient championne de la ville de Berlin de full-contact en taekwondo,.
Un jour, elle a l'opportunité d'installer une cantine ambulante sur le lieu de tournage de l’actrice britannique Tilda Swinton. Depuis, elle poursuit cette activité à travers l’Europe avec trois équipes présentes lors de concerts ou sur les lieux de tournage de films.

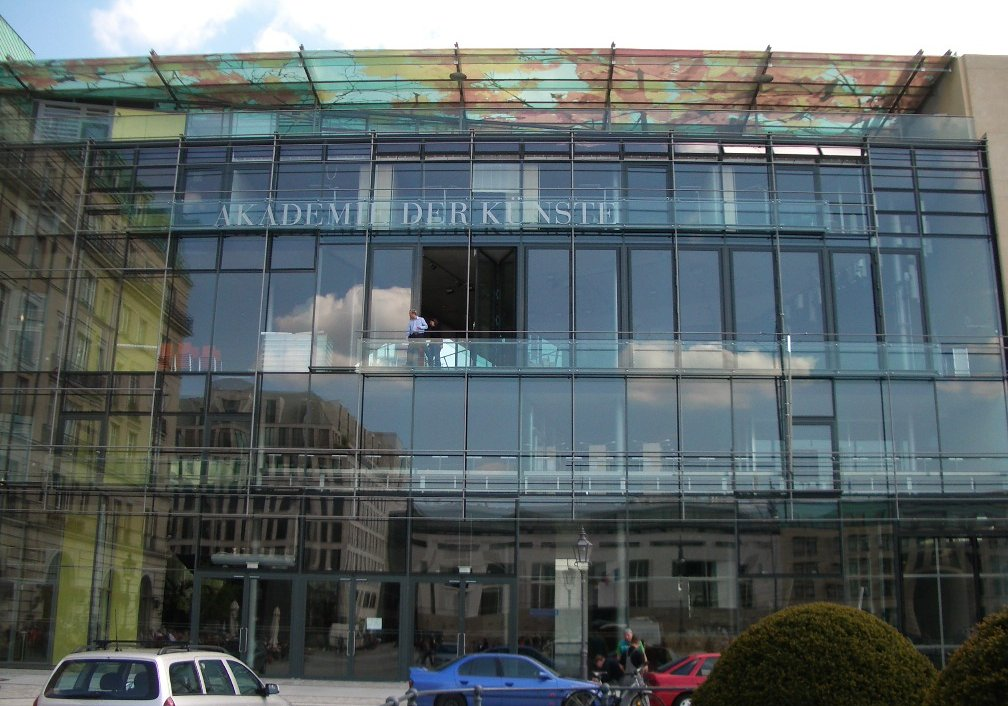
Akademie der Künste.

Pariser Platz.

Elle possède trois restaurants à Berlin :
- Sarah Wieners Speisezimmer dans l’arrière-cour d’un ancien dépôt de locomotives[6] ;
- Akademie der Künste sur Pariser Platz, à deux pas de la porte de Brandeburg, où il est possible de se procurer des plats à emporter ;
- Sarah Wiener dans le musée Hamburger Bahnhof, où une terrasse solarium donne sur la Spree.

Depuis 2009, elle dirige également plusieurs autres établissements, tels le café du Musée de la communication à Berlin-Mitte, le restaurant Gottlieb de Mercedes-Benz à Brême, en 2011 la restauration au musée Mercedes-Benz de Stuttgart. Toutefois, fin novembre 2014, Daimler-Benz AG met fin à deux contrats d'exploitation de restaurants dans le monde en raison de violations des normes sociales pour les employés qui travaillaient 10 heures par jour en cuisine, .

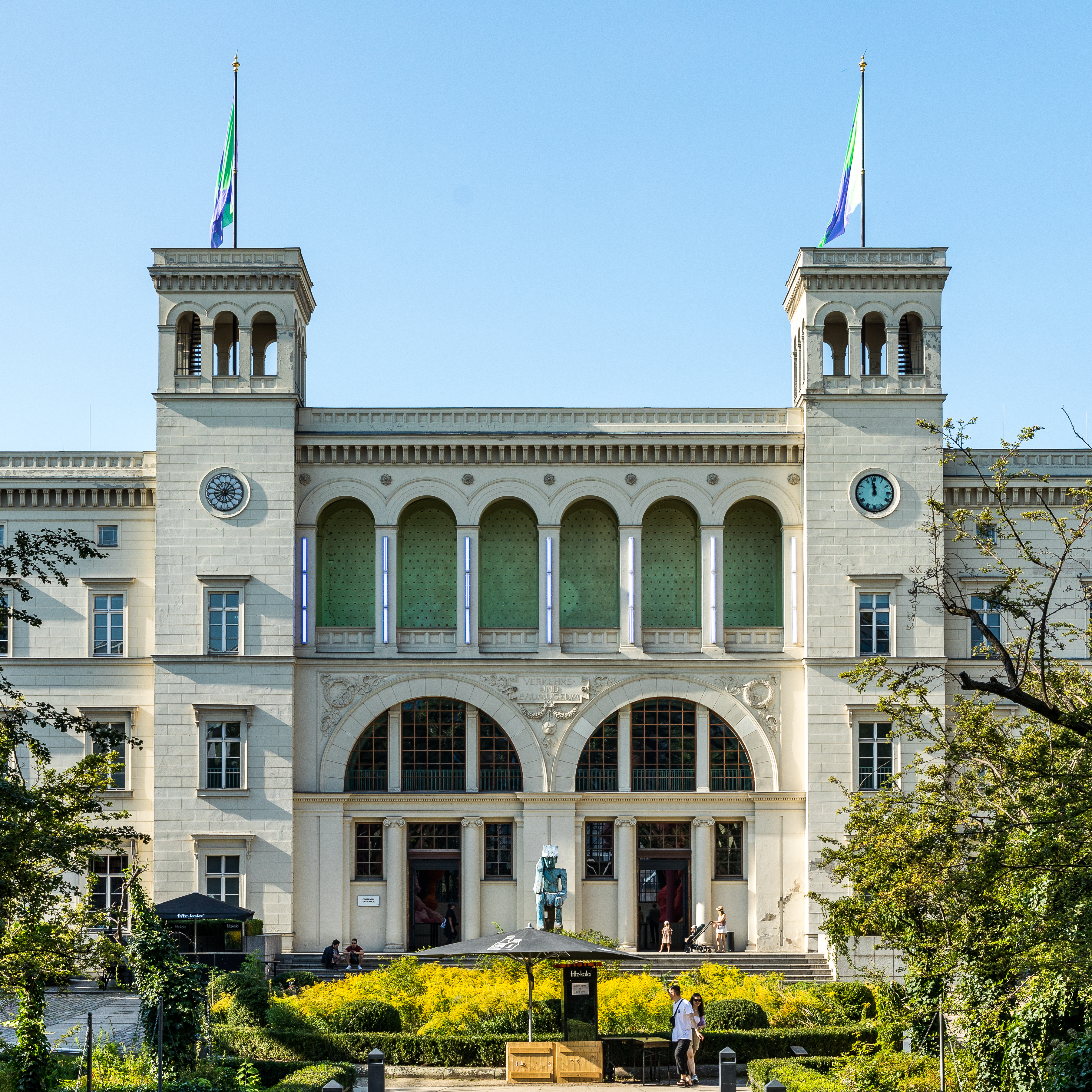
Hamburger Bahnhof

#### Emissions télévisuelles et radiophoniques
Elle apparaît sur ARTE en janvier 2007, du lundi au vendredi à 20h15, dans l'émission : Les aventures culinaires de Sarah Wiener (Die kulinarischen Abenteuer der Sarah Wiener, titre allemand).
Sarah Wiener voyage dans sa voiture rouge (tantôt un cabriolet VW rouge immatriculé B–SW 2708 (SW comme ses initiales et 2708 comme sa date de naissance) et tantôt dans un Land Rover Defender 90 de même couleur.
Le principe de l'émission est de lui faire réussir une recette de cuisine d'un chef français de province renommé et de se faire juger par plusieurs convives locaux qui sont soit impliqués dans la fourniture des ingrédients, soit reconnus comme spécialistes culinaires. Au début de l'émission, on la voit ouvrir une enveloppe qui lui indique le lieu de son prochain défi ainsi que le plat à préparer. Le chef gastronomique, qui est son hôte et son « parrain » le temps de l'émission, lui a auparavant montré la recette qu'elle goûte ensuite en tête-à-tête avec lui. Avant de se mettre aux fourneaux, elle doit aller chez un producteur pour non seulement s'approvisionner en produits locaux faisant partie de la recette mais aussi se procurer elle-même ce qu'elle souhaite ajouter. C'est ainsi qu'on peut la voir traire des brebis, plumer des pintades ou pêcher du bar à la ligne, récolter le sel chez un paludier, marquer des taureaux au fer rouge chez un éleveur et même se procurer des oreilles de cochon.

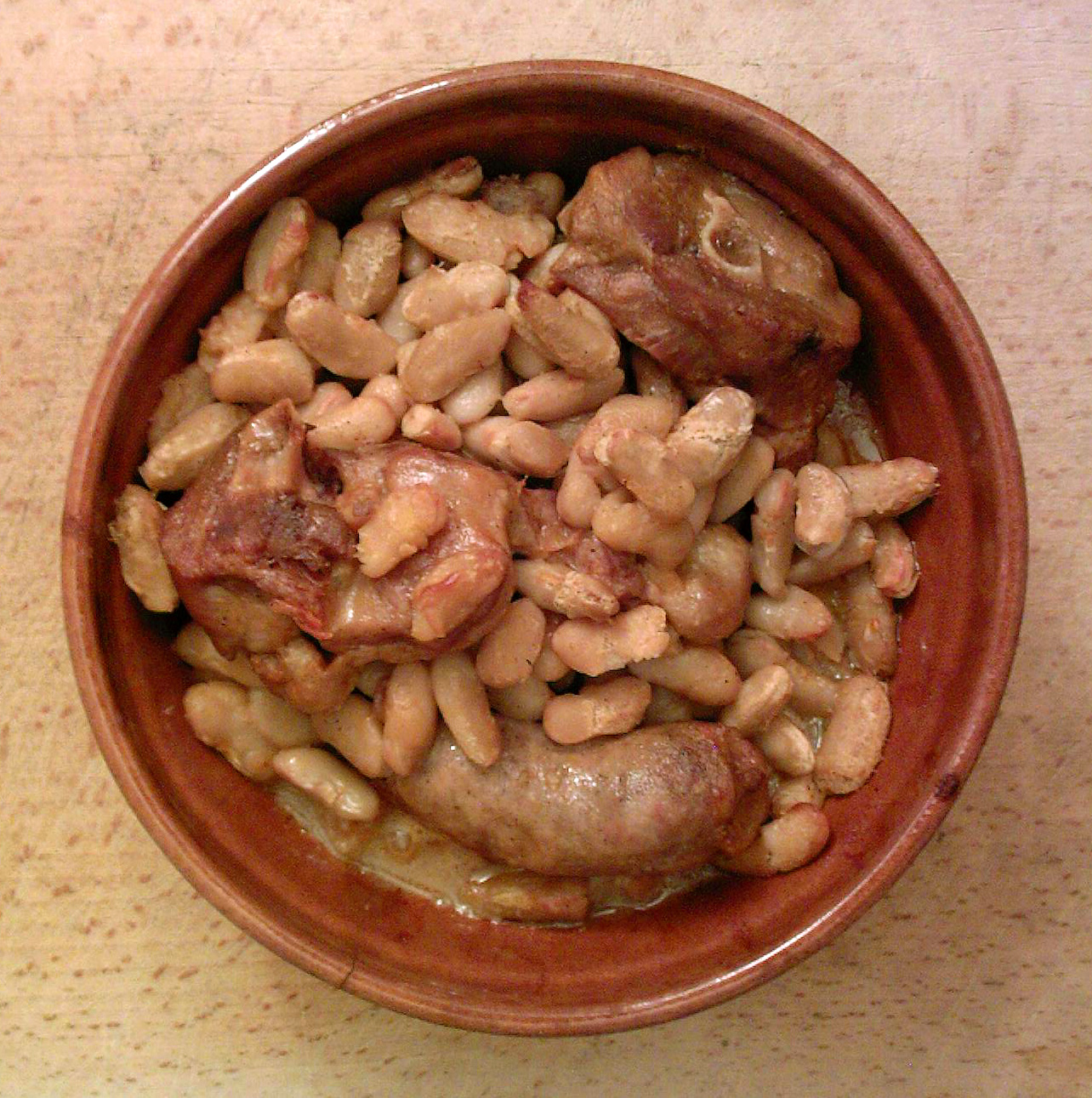
Cassole.

Parfois, elle doit se rendre chez un artisan pour fabriquer un ustensile, par exemple chez un potier pour tenter de confectionner de ses mains la cassole, récipient en terre cuite du cassoulet.
Enfin elle met la main à la pâte en cuisine, la recette étant sommairement décrite en voix off. Sarah y apporte souvent sa touche personnelle, avant d'affronter le « verdict » des convives attablés chez le restaurateur, constituant le jury de connaisseurs du jour et généralement composé de producteurs locaux, de critiques gastronomiques ou de membres de la confrérie gastronomique locale, le plat étant dégusté dès sa réalisation.
En 2008, elle participe à une seconde série d'une dizaine d'émissions consacrée à la cuisine des différentes régions d'Italie, puis en 2009, une troisième série de quatre épisodes dans les Alpes : Les aventures culinaires de Sarah Wiener dans les Alpes. À l'occasion de cette série tournée dans les Alpes, Sarah Wiener se rend notamment en Suisse, en Autriche et en France.
Durant l'été 2008, elle tourne dans une propriété provençale Sarah et les marmitons, une série d'initiation culinaire d'un groupe de douze garçons et filles âgés de 12 à 15 ans, de différents pays européens. Pendant un mois, cours de cuisine et repas en commun alternent avec des séances de jardinage, des visites d'éleveurs et de cultivateurs en agriculture biologique et des loisirs. La série est diffusée en 2009 sur Arte en dix épisodes (et rediffusée par la suite).
La même année, elle a un caméo 2009 sur la série télévisée Der Kleine Mann.
En septembre 2011, voit le jour une nouvelle série de 10 émissions sur Arte dans un pays qu’elle connaît bien mais qu’elle a quitté depuis longtemps, l’Autriche, pour Les aventures culinaires de Sarah Wiener en Autriche.
En 2012, elle entame une nouvelle série de 10 émissions : Les aventures culinaires de Sarah Wiener en Grande-Bretagne, où elle s'exerce à la cuisine des différents états du Royaume-Uni. Contrairement aux séries précédentes, elle se montre parfois dubitative sur la qualité gustative des recettes mais garde sa curiosité et son enthousiasme intacts, et ne cache pas son plaisir de rencontrer les acteurs de la gastronomie locale.
En 2013, Wiener se lance dans dix épisodes du Sarah Wieners erste Wahl (Les Coups de cœur de Sarah Wiener) où elle sillonne toute l’Europe à la recherche de la base de divers aliments tels que les céréales, l'huile, la viande, le miel ou le poisson, et pour dénicher les ingrédients d’exception ; elle cuisine devant les caméras chez les producteurs.
Une suite de l'Aventure culinaire la fait voyager en 2014 à travers l'Asie.
En 2014, elle tient un petit rôle de cuisinière dans le spectacle de comédie d'improvisation Hotel Heimat: Bitte stören! de Ralf Schmitz. En décembre 2016, elle fait une apparition dans la telenovela ARD Rote Rosen.
En avril 2017, la série en cinq épisodes Sarah Wiener - Eine Woche unter ..., produite en 2016, est diffusée pour la première fois sur Arte . Wiener y rencontre longuement des pêcheurs de saumon en Mer du Nord, des lutteurs à la base olympique de Rhénanie-Palatinat / Sarre, une famille de vignerons en Sarre, ou des moines-soldats au monastère cistercien de Langwaden.

#### Sarah Wiener Group

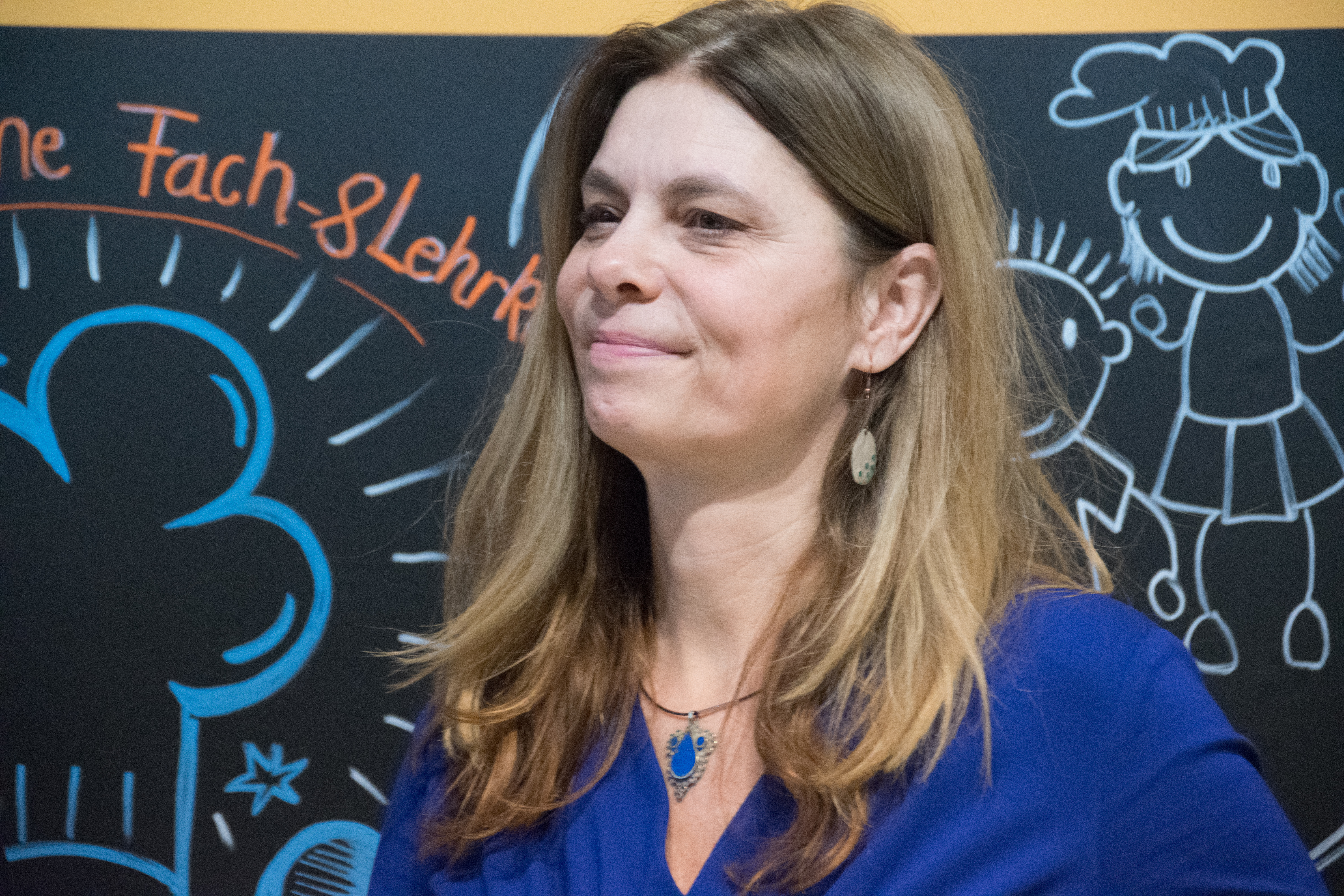
Sarah Wiener, Stuttgart, 2017 (photo Olaf Kosinsky)

En définitive, Sarah Wiener s'est frayé un chemin dans les cuisines internationales, des Alpes en passant par la France, la Grande-Bretagne, le reste de l'Europe et plus tard aussi à Marrakech et en Asie (Chine, Japon, Vietnam, Inde),.
Le « Sarah Wiener Group » (SWS) fondé en 2004 comprend six entreprises de restauration, une association commerciale et une fondation, ainsi que 17 livres publiés et près de 100 programmes télévisuels avec ARTE et ORF ou à la radio avec le programme Sarah Wieners Pantry sur Deutschlandfunk Kultur,.
En juillet 2020, la pandémie de Covid l'oblige à déclarer faillite pour ses restaurants et son service de restauration événementielle,,.

### Engagements politiques
Son parcours mène Sarah Wiener à se fournir en produits biologiques et à prôner la nutrition végétalienne.
Depuis octobre 2006, elle est la patronne d'une ferme biologique d'élevage sous la devise « Le bon goût démarre avec l'élevage ! ». Elle lutte en parallèle contre la mise à mort de poussins mâles pour des raisons économiques.
Depuis 2007, elle est le sponsor de la campagne « Ménages sans nourriture génétique » et membre de « l' Alliance de la nature » (Gentechnisch verändertes Lebensmittel) mise en place par le ministre fédéral de l'Environnement de l'époque, Sigmar Gabriel, qui s'engage pour la préservation de la diversité biologique.

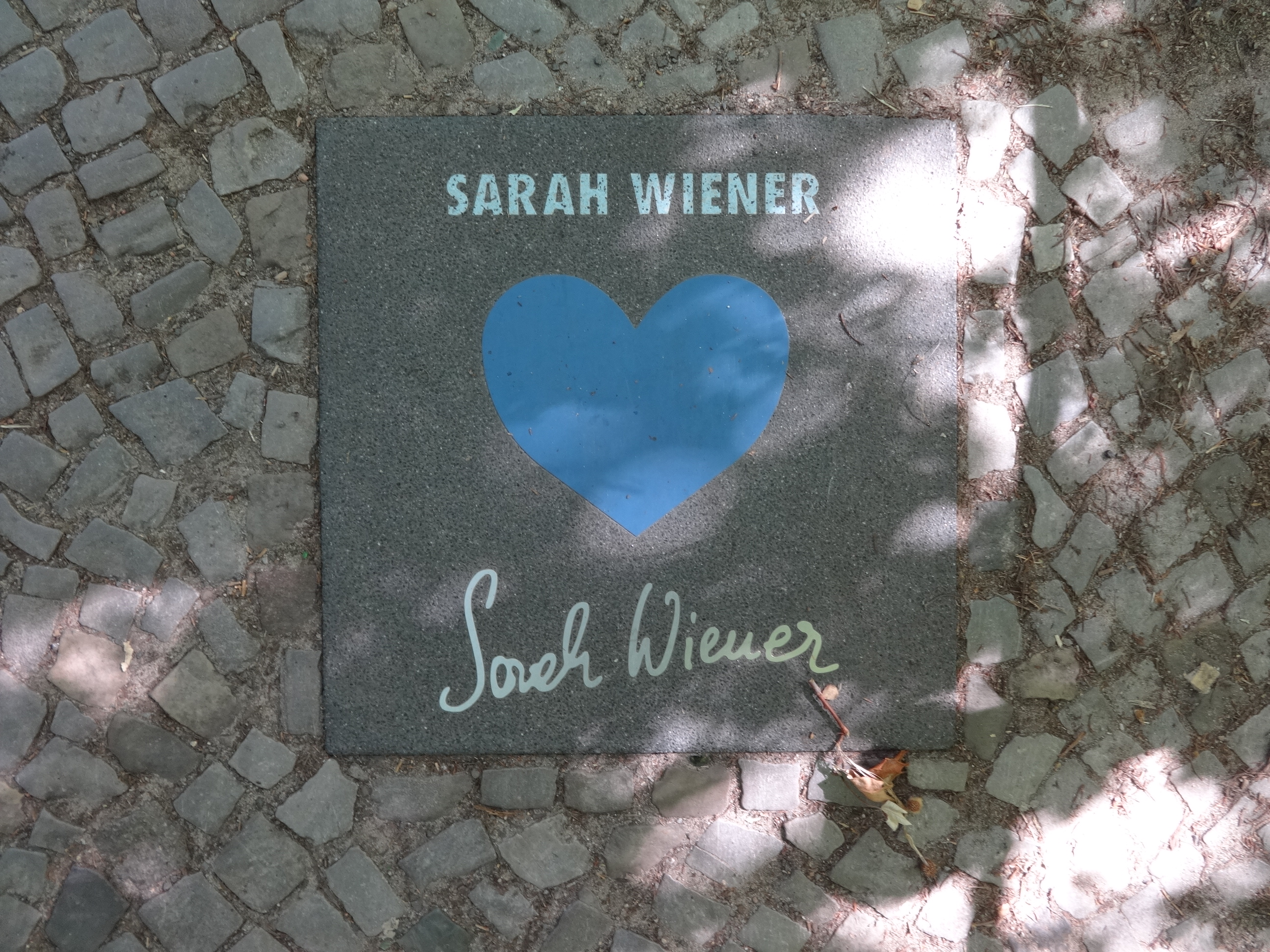
L'un des pavés rendant hommage aux personnes ayant contribué au bien-être d'enfants et de jeunes, sur les escaliers menant au pont de l'abbaye à Berlin-Alt-Treptow

La même année, elle lance la Fondation Sarah Wiener Pour des enfants en bonne santé... avec comme cofondateurs Alfred Biolek et la marque Demeter. Le but de la fondation est de promouvoir de saines habitudes alimentaires chez les enfants et les jeunes. Entre 2007 et 2010, des milliers de personnes sont initiées à ce programme de nutrition et de cuisine : 700 enseignants et éducateurs et leurs élèves dans 350 écoles et maternelles de 47 villes et régions allemandes.
Sarah Wiener soutient également la campagne «Pour l'amour de la nature. Sans génie génétique » du Bund fer Umwelt und Naturschutz Deutschland (BAUM).
En novembre 2011, elle devient l'une des ambassadrices allemandes de la Décennie des Nations Unies pour la diversité biologique.
En 2012, elle est élue « Gourmet de l'année » par Gault et Millau.
Cette même année, Sarah Wiener s'exprime lors de la manifestation annuelle Wir haben es satt! (Nous en avons marre !) à Berlin.
En 2013, Sarah Wiener est faite chevalier de l'ordre national du Mérite.
Elle est la marraine du marché éternel de Berlin et, avec sa fondation, a reçu le prix spécial international BAUM pour sa performance en termes de durabilité. Depuis 2013, elle est également sponsor de la campagne « Save our Soils »,.
À l'automne 2013, Sarah Wiener est l'une des premières personnes à signer l'Appel contre la prostitution lancé par la féministe Alice Schwarzer dans le magazine Emma qu'elle publie.
Depuis 2016, Wiener soutient « l'Alliance pour le Brandebourg », une initiative de l'État de Brandebourg qui vise à garantir l'intégration réussie des réfugiés.

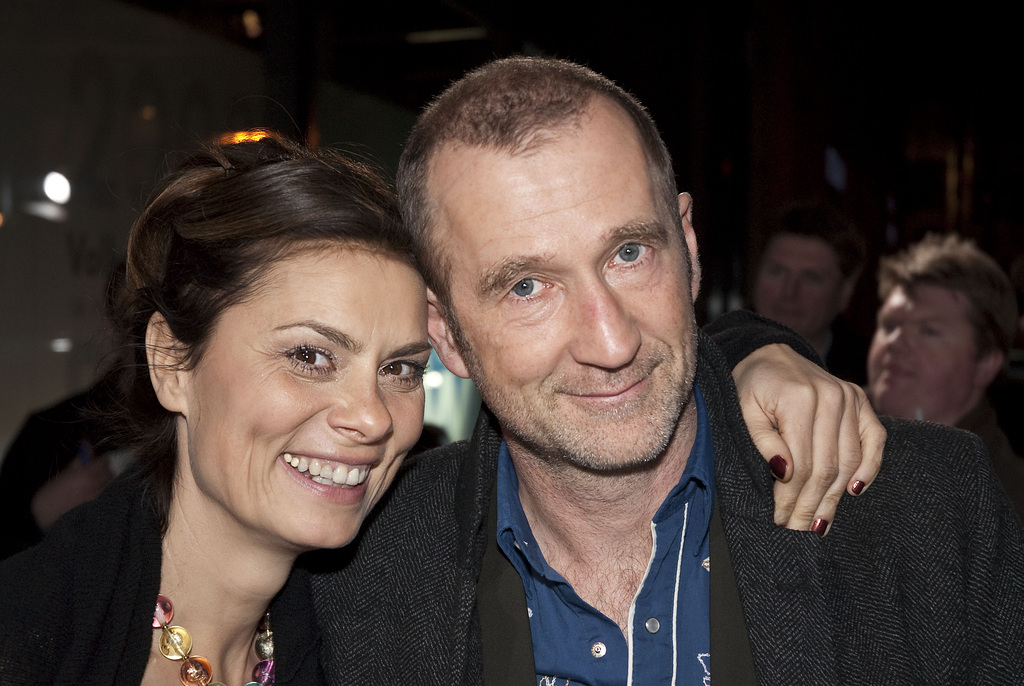
Sarah Wiener et Peter Lohmeyer, 2008.

Lors du conseil informel des ministres de l'Agriculture de l'Union Européenne au Palais Hof, dans le cadre de la présidence autrichienne du Conseil de l'Union Européenne 2018, Sarah Wiener est invitée par la ministre Elisabeth Köstinger (ÖVP) à prononcer un discours.
De manière plus générale, Sarah Wiener lutte pour une alimentation saine (« sols sains, animaux sains », agriculture durable) et dans ce but, s'engage en politique,. Son objectif est de faire respecter l'étiquetage obligatoire des denrées alimentaires dans toute l'Europe, d'éduquer les enfants à une meilleure alimentation ou de déclarer l'alimentation saine comme un droit de l'homme,.
Lors des élections de 2019 au Parlement européen, elle se présente en tant que candidate non membre des Verts autrichiens et est élue députée européenne,,. Elle ne se représente pas en 2024.

### Vie privée
De 2008 à juillet 2014, elle est l'épouse de l'acteur Peter Lohmeyer. Depuis son mariage, son nom à l'état civil est « Sarah Lohmeyer ».